# Burracoppin
Burracoppin är en ort i Australien. Den ligger i kommunen Merredin och delstaten Western Australia, omkring 260 kilometer öster om delstatshuvudstaden Perth.
Trakten runt Burracoppin är nära nog obefolkad, med mindre än två invånare per kvadratkilometer.. Det finns inga andra samhällen i närheten.
Trakten runt Burracoppin består till största delen av jordbruksmark. Genomsnittlig årsnederbörd är 362 millimeter. Den regnigaste månaden är juli, med i genomsnitt 45 mm nederbörd, och den torraste är februari, med 11 mm nederbörd.